# Pallavolo ai Giochi del Mediterraneo - Torneo femminile
Il torneo femminile di pallavolo ai Giochi del Mediterraneo è una competizione pallavolistica per squadre nazionali dei paesi che si affacciano sul mar Mediterraneo, organizzata con cadenza quadriennale dal CIGM, durante i Giochi del Mediterraneo.

## Edizioni
| Edizione      | Edizione               | Podio      | Podio      | Podio      |
| Anno          | Organizzatore          | Campione   | Seconda    | Terza      |
| ------------- | ---------------------- | ---------- | ---------- | ---------- |
| 1975 Dettagli | Algeri                 | Jugoslavia | Italia     | Turchia    |
| 1979 Dettagli | Spalato                | Italia     | Jugoslavia | Francia    |
| 1983 Dettagli | Casablanca             | Italia     | Francia    | Jugoslavia |
| 1987 Dettagli | Latakia                | Albania    | Turchia    | Italia     |
| 1991 Dettagli | Atene                  | Italia     | Turchia    | Grecia     |
| 1993 Dettagli | Linguadoca-Rossiglione | Croazia    | Francia    | Turchia    |
| 1997 Dettagli | Bari                   | Italia     | Turchia    | Francia    |
| 2001 Dettagli | Tunisi                 | Italia     | Turchia    | Francia    |
| 2005 Dettagli | Almería                | Turchia    | Grecia     | Italia     |
| 2009 Dettagli | Pescara                | Italia     | Turchia    | Croazia    |
| 2013 Dettagli | Mersin                 | Italia     | Turchia    | Croazia    |
| 2018 Dettagli | Tarragona              | Croazia    | Grecia     | Turchia    |
| 2022 Dettagli | Orano                  | Italia     | Turchia    | Serbia     |

## Medagliere
| Pos. | Squadra    | 1º posto | 2º posto | 3º posto | Totale |
| ---- | ---------- | -------- | -------- | -------- | ------ |
| 1    | Italia     | 8        | 1        | 2        | 11     |
| 2    | Croazia    | 2        | 0        | 2        | 4      |
| 3    | Turchia    | 1        | 7        | 3        | 11     |
| 4    | Jugoslavia | 1        | 1        | 1        | 3      |
| 5    | Albania    | 1        | 0        | 0        | 1      |
| 6    | Francia    | 0        | 2        | 3        | 5      |
| 7    | Grecia     | 0        | 2        | 1        | 3      |
| 8    | Serbia     | 0        | 0        | 1        | 1      |